# Gogo (ryby)
Gogo – rodzaj słodkowodnych ryb sumokształtnych z rodziny Anchariidae.

## Zasięg występowania
Endemity Madagaskaru.

## Klasyfikacja
Gatunki zaliczane do tego rodzaju:
- Gogo arcuatus
- Gogo atratus
- Gogo brevibarbis
- Gogo ornatus

Gatunkiem typowym jest Gogo ornatus.